# Randig ormhuvudsfisk
Randig ormhuvudsfisk (Channa striata) är en fiskart som först beskrevs av Bloch, 1793.  Randig ormhuvudsfisk i släktet asiatiska ormhuvudsfiskar (Channa) och familjen ormhuvudsfiskar (Channidae). IUCN kategoriserar arten globalt som livskraftig. Inga underarter finns listade i Catalogue of Life.